# Exocelina desii
Exocelina desii är en skalbaggsart som först beskrevs av Michael Balke 1999.  Exocelina desii ingår i släktet Exocelina och familjen dykare. Inga underarter finns listade i Catalogue of Life.